# Aphyosemion cognatum
Aphyosemion cognatum är en fiskart som beskrevs av Meinken, 1951. Aphyosemion cognatum ingår i släktet Aphyosemion och familjen Nothobranchiidae. IUCN kategoriserar arten globalt som livskraftig. Inga underarter finns listade i Catalogue of Life.